# Espido Freire
María Laura Espido Freire, més coneguda com a Espido Freire (Bilbao, 16 de juliol de 1974), és una escriptora i columnista basca. Fins avui és la guanyadora més jove (25 anys) del Premi Planeta, amb la seva novel·la Melocotones helados.

## Biografia
Va néixer en Bilbao i va créixer a Laudio (Àlaba). Es va dedicar a la música vocal durant l'adolescència i va anar amb la companyia de Josep Carreras i Coll per tot Europa, però aquesta vocació imposada, que va simultanejar amb els estudis de Dret, després abandonats, li va originar una profunda depressió que va acabar en bulímia. Va aconseguir sortir-se'n deixant la música i consagrant-se a la literatura. Es va llicenciar en Filologia Anglesa per la Universitat de Deusto, i hi va cursar un Diploma en Edició i Publicació de Textos.
Als 25 anys va aconseguir el Premi Planeta, convertint-se en l'autora més jove a guanyar-ho, a la mateixa edat que Antonio Prieto, però uns mesos menor. Autora polifacètica, destaca en la seva tasca narrativa, apareixent en antologies narratives com Vidas de mujer (Madrid, Alianza Editorial, 1999), Lo del amor es un cuento (Madrid, Ópera Prima, 2000), Ser mujer (Madrid, Temas de hoy, 2000), Fobias (Madrid, La Esfera de los Libros, 2003), Ni Ariadnas ni Penélopes (Madrid, Castalia, 2002), Orosia: mujeres de sol a sol (Jaca, Pirineum, 2002), Sobre raíles (Madrid, Imagine, 2003) o Todo un placer (Còrdova, Berenice, 2005), entre d'altres.
Col·labora amb diversos mitjans de premsa nacionals, com El País, La Razón, El Mundo o Público. Treballa també com a traductora literària i com a col·laboradora en ràdio (actualment a l'espai Julia en la onda, d'Onda Cero, presentat per Júlia Otero) i a televisió (Noche sin tregua).
Activament involucrada en tallers literaris durant els seus anys universitaris, i interessada en la pedagogia de la creació més tard, ha impartit cursos de creació literària en diverses universitats espanyoles i internacionals; un dels seus projectes de futur, la fundació d'una escola d'escriptura els títols de la qual equivaldrien als estudis universitaris. També, com a assagista, ha mostrat una interessant interpretació de l'última joventut espanyola, víctima del que ella anomena mileurisme, una barrera d'ingressos que no pot superar a causa de la resistència de la generació anterior i que la condemna a una insatisfacció i esterilitat permanents.
La crítica l'ha saludat com una de les veus més interessants de la narrativa espanyola, i les lloances que van sorgir amb la seva primera obra han acompanyat les seves següents novel·les. Ha estat traduïda a l'anglès, francès, alemany, portuguès, grec, polonès, neerlandès i turc, i la seva novel·la Irlanda va rebre el 1999 el premi francès "Millepage", que els llibreters concedeixen a la novel·la revelació estrangera. Al maig de 2000 va rebre el premi Qué Leer a la millor novel·la espanyola editada durant l'any anterior per Melocotones helados. Irlanda es publica en anglès amb FTR Press.
La seva obra planteja l'ambigüitat de les aparences, el bé segons els valors socials i la fascinació pel mal, mitjançant mons màgics o en la vida quotidiana, creant universos molt complexos i temps inexistents que exigeixen esforç al lector. Afirma haver començat així «per no haver d'investigar dades històriques o sociològiques, perquè inventar escrivint resulta més senzill que descriure la realitat».
Espido Freire s'ha postulat com una defensora dels drets dels animals. És sòcia de l'Asociación GATA i forma part del col·lectiu artístic per fundat per Fernando Marías Amondo, anomenat Fills de Mary Shelley. Amb ell, va participar en les sessions d'homenatge a la pionera feminista Mary Wollstonecraft i en el llibre titulat Wollstonecraft. Hijas del horizonte, on també figuren altres importants escriptores com Cristina Fallarás, Paloma Pedrero, Nuria Varela, Cristina Cerrada, Eva Díaz Riobello, María Zaragoza, Raquel Lanseros i Vanessa Montfort.

## Escola Literària 'IE+F'
A mitjan 2006, Espido Freire va decidir fundar la seva pròpia empresa, una escola literària amb seu a Madrid, des de la qual imparteix diversos tallers literaris. El projecte va rebre el nom de 'E+F', els seus inicials.

## Obres

### Novel·la
- Irlanda (Barcelona, Planeta, 1998). 185 páginas, ISBN 84-08-02896-0.
- Donde siempre es octubre (Barcelona, Seix Barral, 1999). 224 páginas, ISBN 84-322-0769-1.
- Melocotones helados (Premio Planeta 1999; Barcelona, Planeta, 1999). 352 páginas, ISBN 84-08-46415-9.
- Diabulus in Musica (Barcelona, Planeta, 2001). 190 páginas, ISBN 84-08-03833-8.
- Nos espera la noche (Madrid, Alfaguara, 2003). 304 páginas, ISBN 84-204-0018-1.
- La diosa del pubis azul (Barcelona, Planeta, 2005). En colaboración con Raúl del Pozo. 216 páginas, ISBN 84-08-05906-8.
- Soria Moria (XXXIX Premi Ateneo de Sevilla); Sevilla, Algaida Editores, 2007. ISBN 978-84-206-6889-5.
- Hijos del fin del mundo: De Roncesvalles a Finisterre (IV Premi Llanes de Viatges); (Madrid, Imagine Ediciones, 2009). 220 páginas, ISBN 978-84-96715-28-8
- La flor del Norte (Barcelona, Planeta, 2011). 361 páginas, ISBN 978-84-08-09951-2.
- Llamadme Alejandra (Barcelona, Planeta, 2017). Premi Azorín 2017. 368 páginas, ISBN 978-84-08-16940-6

### Relats
- El tiempo huye (Premi NH, 2001).
- Cuentos malvados (Madrid, Punto de Lectura, 2003). 128 páginas, ISBN 84-663-1095-9.
- Juegos míos (Madrid, Alfaguara, 2004). 256 páginas, ISBN 84-204-0125-0.
- "Pájaros" en Todo un placer. Antología de relatos eróticos femeninos (Córdoba, Berenice, 2005)
- El tiempo huye (Madrid, Miniletras, 2006). 64 páginas, ISBN 84-96592-49-9.
- El trabajo os hará libres (Madrid, Páginas de Espuma, 2008). 128 páginas, ISBN 84-8393-018-8.
- "La piel y el animal" en Lo que los hombres no saben... el sexo contado por las mujeres (Madrid, Martínez Roca, 2009)

#### Llibres col·lectius
- Rusia imaginada, edició de Care Santos, Nevsky Prospects, 2011

### Literatura infantil i juvenil
- La última batalla de Vincavec el bandido (Madrid, SM, 2003). 128 páginas, ISBN 84-348-7438-5.
- El chico de la flecha (Editorial Anaya, 2016). 240 paginas, ISBN 978-84-698-0907-5

### Poesia
- Aland la blanca (Barcelona, DeBolsillo, 2001). 80 páginas, ISBN 84-8450-501-4.

### Assaig
- Primer amor (Madrid, Temas de Hoy, 2000). 216 páginas, ISBN 84-8460-049-1.
- Cuando comer es un infierno. Confesiones de una bulímica (Madrid, El País-Aguilar, 2002. 250 páginas, ISBN 84-03-09289-X.
- Querida Jane, querida Charlotte (Madrid, El País-Aguilar, 2004). 250 páginas, ISBN 84-03-09371-3.
- Mileuristas: cuerpo, alma y mente de la generación de los 1000 euros (Barcelona, Editorial Ariel, 2006). 256 páginas, ISBN 84-344-4498-4.
- Mileuristas II: la generación de las mil emociones (Barcelona, Editorial Ariel, 2008). 228 páginas, ISBN 84-344-5325-8.
- Los malos del cuento. Cómo sobrevivir entre personas tóxicas (Barcelona, Editorial Ariel, 2013. 223 páginas, ISBN 9788434406483.
- Quería volar (Madrid, Ariel, 2014). 328 páginas, ISBN 978-84-34-41851-6.
- Para vos nací (Madrid, Ariel, 2015). 326 páginas, ISBN 978-84-34-41926-1.

### Traducció
- Al mando de una corbeta, d'Alexander Kent (Barcelona, Noray, 1999). 432 páginas, ISBN 84-7486-106-3. De l'anglès.
- Misión en ultramar, d'Alexander Kent (Barcelona, Noray, 2000). 432 páginas, ISBN 84-7486-109-8. De l'anglès.
- Libertad de acción, d'Alexander Kent (Barcelona, Noray, 2001). 368 páginas, ISBN 84-7486-115-2. De l'anglès.
- Latitudes extremas: doce poetas chilenas y noruegas (Madrid, Tabla Rasa, 2003). En col·laboració amb Kirsti Baggethun Kristensen i Tove Bakke. 256 páginas, ISBN 84-933190-2-3. Del noruec.